# Andarāb
Andarāb es una ciudad de Afganistán y del distrito de su nombre. Pertenece a la provincia de Baglán.         
Su población es de 27.845 habitantes (2007).       
Los tayicos son el grupo étnico más predominante. Las casas están construidas con ladrillos de barro y los caminos están en malas condiciones.  
En el distrito de Andarāb pueden encontrarse minerales como la malaquita, la pirita, la calcopirita, la biotita, la moscovita y otros.
- Datos: Q8198747